# ピーコック劇場 (テレビ番組)
『ピーコック劇場』（ピーコックげきじょう）は、1963年11月4日から1965年1月25日までNET（現・テレビ朝日）系列局が編成していたNETテレビ製作のアニメーション映画放送枠である。大丸デパートの単独提供で、枠名の「ピーコック」は同店のシンボルマークである孔雀に因む。全61回。編成時間は毎週月曜 19:00 - 19:30 （日本標準時）。

## 概要
基本的に1つの作品を4週に分けての放送形態で、『白蛇伝』のみ3週に分けて放送していたが、中期には過去の放送作品を再放送していた。そして末期には「短編まんがシリーズ」と銘打ち、東映動画制作の短編アニメを2本立てで放送するようになった。
本枠には中断期間があり、同時間帯で東京オリンピック（1964年）関連番組が放送されるのを受けて1964年10月12日から同年11月16日まで編成を休止していた。
本枠の終了後、同時間帯で同じく東映動画制作・大丸デパート単独提供のレギュラーアニメ『宇宙パトロールホッパ』がスタート。以来、1975年9月に『魔女っ子メグちゃん』が終了するまで同時間帯で東映動画作品が放送され続けた。

## 放送作品一覧
| 開始日   | 終了日   | 作品名                                             | 作品名                                             | 備考                                               |
| 1963年   | 1963年   | 1963年                                             | 1963年                                             | 1963年                                             |
| -------- | -------- | -------------------------------------------------- | -------------------------------------------------- | -------------------------------------------------- |
| 11月4日  | 11月25日 | 少年猿飛佐助                                       | 少年猿飛佐助                                       |                                                    |
| 12月2日  | 12月23日 | 西遊記                                             | 西遊記                                             |                                                    |
| 12月30日 |          | アラビアンナイト・シンドバッドの冒険               | アラビアンナイト・シンドバッドの冒険               |                                                    |
| 1964年   |          |                                                    |                                                    |                                                    |
|          | 1月20日  | アラビアンナイト・シンドバッドの冒険               | アラビアンナイト・シンドバッドの冒険               |                                                    |
| 1月27日  | 2月10日  | 白蛇伝                                             | 白蛇伝                                             |                                                    |
| 2月17日  | 3月9日   | 安寿と厨子王丸                                     | 安寿と厨子王丸                                     |                                                    |
| 3月16日  | 4月6日   | わんぱく王子の大蛇退治                             | わんぱく王子の大蛇退治                             |                                                    |
| 4月13日  | 5月4日   | 少年猿飛佐助                                       | 少年猿飛佐助                                       | 再放送                                             |
| 5月11日  | 6月1日   | 西遊記                                             | 西遊記                                             | 再放送                                             |
| 6月8日   | 6月29日  | アラビアンナイト・シンドバッドの冒険               | アラビアンナイト・シンドバッドの冒険               | 再放送                                             |
| 7月6日   | 7月20日  | 白蛇伝                                             | 白蛇伝                                             | 再放送                                             |
| 7月27日  | 8月17日  | 安寿と厨子王丸                                     | 安寿と厨子王丸                                     | 再放送                                             |
| 8月24日  | 9月14日  | わんわん忠臣蔵                                     | わんわん忠臣蔵                                     |                                                    |
| 9月21日  | 10月5日  | わんぱく王子の大蛇退治                             | わんぱく王子の大蛇退治                             | 再放送                                             |
| 10月12日 | 11月16日 | 東京オリンピック関連番組放送のため、一時編成を休止 | 東京オリンピック関連番組放送のため、一時編成を休止 | 東京オリンピック関連番組放送のため、一時編成を休止 |
| 11月23日 | 12月14日 | わんわん忠臣蔵                                     | わんわん忠臣蔵                                     | 再放送                                             |
| 12月21日 | 12月21日 | こねこのらくがき                                   | うかれバイオリン                                   | この回から「短編まんがシリーズ」                   |
| 12月28日 | 12月28日 | こねこのスタジオ                                   | のんき駅長                                         |                                                    |
| 1965年   |          |                                                    |                                                    |                                                    |
| 1月4日   | 1月4日   | かっぱのぱあ太郎                                   | 一寸法師                                           |                                                    |
| 1月11日  | 1月11日  | たぬきさん大当り                                   | 小人と青虫                                         |                                                    |
| 1月18日  | 1月18日  | ねずみのよめいり                                   | もぐらのモトロ                                     |                                                    |
| 1月25日  | 1月25日  | トラちゃんと花よめ                                 | 子うさぎものがたり                                 |                                                    |